# Simon Thern
Simon Thern est un footballeur suédois, né le 18 septembre 1992 à Värnamo. Il évolue au poste de milieu offensif.
Simon est le fils de Jonas Thern, ancien grand international suédois, ayant évolué au Malmö FF, au Benfica Lisbonne, au SSC Naples et à l'AS Roma.

## Palmarès
- IFK Värnamo
  - Champion de troisième division suédoise en 2010

- Helsingborgs IF
  - Champion de Suède en 2011
  - Vainqueur de la Coupe de Suède en 2011
  - Vainqueur de la Supercoupe de Suède en 2011

- Malmo FF
  - Champion de Suède en 2013 et 2014
  - Vainqueur de la Supercoupe de Suède en 2013 et 2014

## Statistiques
| Saison    | Club            | Pays        | Championnat        | Coupes nationales | Coupes d'Europe | Suède           |
| --------- | --------------- | ----------- | ------------------ | ----------------- | --------------- | --------------- |
| 2008      | IFK Värnamo     | Division 1  | 7 matchs           | ?                 | -               | -               |
| 2009      | IFK Värnamo     | Division 1  | 19 matchs          | ?                 | -               | -               |
| 2010      | IFK Värnamo     | Division 1  | 21 matchs / 8 buts | ?                 | -               | -               |
| 2011      | Helsingborgs IF | Allsvenskan | 23 matchs / 2 buts | 4 matchs / 1 but  | 4 matchs (C3)   | -               |
| 2012      | Malmö FF        | Allsvenskan | 28 matchs / 3 buts | 1 match           | -               | 1 match / 1 but |
| 2013      | Malmö FF        | Allsvenskan | 29 matchs / 4 buts | 2 matchs          | 5 matchs (C3)   | 1 match         |
| 2014      | Malmö FF        | Allsvenskan | 14 matchs / 2 buts | 7 matchs          | 3 matchs (C1)   | -               |
| 2014-2015 | SC Heerenveen   | Eredivisie  | 15 matchs / 3 buts | 3 matchs / 1 but  | -               | -               |
| 2015-2016 | SC Heerenveen   | Eredivisie  | 14 matchs / 3 buts | 2 matchs          | -               | -               |
| 2016-2017 | SC Heerenveen   | Eredivisie  | 4 matchs           | 2 matchs          | -               | -               |
| 2017      | AIK Solna       | Allsvenskan | -                  | -                 | -               | -               |

Dernière mise à jour le 19/02/2017